# إدي هاريس
إدي هاريس (بالإنجليزية: Eddie Harris) هو عازف جاز وعازف بيانو وملحن أمريكي، ولد في 20 أكتوبر 1934 في شيكاغو في الولايات المتحدة، وتوفي في 5 نوفمبر 1996 في لوس أنجلوس في الولايات المتحدة.

## وصلات خارجية
- الموقع الرسمي
- إدي هاريس على موقع IMDb (الإنجليزية)
- إدي هاريس على موقع ميوزك برينز (الإنجليزية)
- إدي هاريس على موقع أول ميوزيك (الإنجليزية)
- إدي هاريس على موقع ديسكوغز (الإنجليزية)